# ملكة جمال الكون 1999
ملكة جمال الكون 1999 هي مسابقة ملكة جمال الكون الثامنة والأربعون في تاريخ مسابقة ملكة جمال الكون منذ انطلاقتها عام 1952، تم عقد مسابقة في 26 مايو 1999 في مركز تشاغواراماس للمؤتمرات في تشاجواراماس، ترينيداد وتوباغو. شهد المسابقة تنافس أربعة وثمانون متسابقة في هذا العام، في نهاية الحدث توجت مبولي كويلاغوبي من بوتسوانا ويندي فيتزويليام من ترينيداد وتوباغو، أصبحت كويلاجوبي أول ملكة جمال في العالم تنحدر من أمة جديدة منذ عام 1958.

## النتائج

### المراكز النهائية
| النتائج النهائية     | المتنافسة |
| -------------------- | --- |
| ملكة جمال الكون 1999 | - بوتسوانا - مبولي كويلاغوبي                                                                                              |
| الوصيفة الأولى       | - الفلبين - ميريام كويامباو                                                                                               |
| الوصيفة الثانية      | - إسبانيا - ديانا نوجيرا                                                                                                  |
| أفضل 5               | - جنوب إفريقيا - سونيا راكيتي - فنزويلا - كارولينا إندرياغو                                                               |
| أفضل 10              | - غانا - أكوبا كودجو - الهند - جال بانج - جامايكا - نيكول هوتون - المكسيك - سيلفيا سالغادو - بورتوريكو - بريندا ليز لوبيز |

### نتيجة المسابقة النهائية
| بلد          | مقابلة    | ملابس السباحة | فستان سهرة | متوسط نصف النهائي | أفضل 5 أسئلة |
| ------------ | --------- | ------------- | ---------- | ----------------- | ------------ |
| بوتسوانا     | 9.05 (5)  | 9.18 (4)      | 9.36 (4)   | 9.19 (4)          | 9.48 (2)     |
| الفلبين      | 8.78 (9)  | 9.32 (3)      | 9.42 (2)   | 9.17 (5)          | 9.44 (3)     |
| إسبانيا      | 8.90 (7)  | 9.33 (1)      | 9.45 (1)   | 9.22 (3)          | 9.64 (1)     |
| فنزويلا      | 9.23 (3)  | 9.08 (6)      | 9.38 (3)   | 9.23 (1)          | 9.34 (4)     |
| جنوب إفريقيا | 9.24 (2)  | 9.32 (2)      | 9.13 (7)   | 9.23 (1)          | 9.23 (5)     |
| الهند        | 9.27 (1)  | 8.77 (10)     | 9.16 (6)   | 9.06 (6)          |              |
| المكسيك      | 8.61 (10) | 9.14 (5)      | 9.23 (5)   | 8.99 (7)          |              |
| بورتوريكو    | 9.08 (4)  | 8.80 (8)      | 9.08 (8)   | 8.98 (8)          |              |
| جامايكا      | 9.00 (6)  | 8.87 (7)      | 8.75 (9)   | 8.87 (9)          |              |
| غانا         | 8.85 (8)  | 8.78 (9)      | 8.68 (10)  | 8.77 (10)         |              |

  الفائزة
  الوصيفة الأولى
  الوصيفة الثانية
  أفضل 5 متأهلين للتصفيات النهائية
  أفضل 10 لاعبين في نصف النهائي
(#) الترتيب في كل جولة من جولات المنافسة

### ترتيب الإعلانات
أفضل 10
1. إسبانيا
2. المكسيك
3. جامايكا
4. بورتوريكو
5. الفلبين
6. غانا
7. بوتسوانا
8. جنوب إفريقيا
9. الهند
10. فنزويلا

أفضل 5
1. جنوب إفريقيا
2. فنزويلا
3. بوتسوانا
4. إسبانيا
5. الفلبين

أفضل 3
1. إسبانيا
2. الفلبين
3. بوتسوانا

## المتسابقات
- أنغولا - إجيديا توريس
- الأرجنتين - إيلينا فورنييه
- أروبا - إيرينا كروس
- أستراليا - ميشيل شيد
- النمسا - كاتيا جيبنر
- جزر البهاما - جلينيس نولز
- باربادوس - أوليفيا هاردينج
- بلجيكا - تانيا ديكسترز
- بليز - فيولا جيفري
- بوليفيا  - سوزانا باريينتوس
- بونير - جولينا فيليدا
- بوتسوانا - مبولي كويلاغوبي
- البرازيل - ريناتا فان
- جزر العذراء البريطانية - موفيل لويس
- كندا - شانون ايرين ماك آرثر
- جزر كايمان - جيما ماكلولين
- تشيلي - أندريا مونيوز سيساريغو
- كولومبيا - ماريانيلا مال باتشيني
- جزر كوك - تينا ماري فوجل
- كوستاريكا - أريانا بولانوس
- كرواتيا - ماريجانا كوزينا
- كوراساو - جوراين ريكاردو
- قبرص - فالنتينا ديونيسيو
- جمهورية التشيك - بيترا فالتينوفا
- جمهورية الدومينيكان - لوز غارسيا
- الإكوادور - كارولينا ألفونسو
- مصر - انجي عبد الله
- إلسالفادور - سينثيا سيفالوس
- إستونيا - تراين رانات
- فنلندا - فانيسا فورسمان
- فرنسا - ماريفا غالانتر
- غانا - ديانا دروبيج
- المملكة المتحدة - أكوبا كودجو
- ألمانيا - شيري بيزاني
- اليونان - صوفيا رابتيس
- غواتيمالا - مونيكا بينيدو
- غيانا - مورفينيا سوبرس
- هندوراس - صوفيا غيريرو
- هونغ كونغ - آن هيونغ
- المجر - أنيت جارامي
- الهند - جول باناج
- جمهورية أيرلندا - فيفيان دويل
- إسرائيل - رنا رسلان
- إيطاليا - غلوريا بيليتشي
- جامايكا - نيكول هوتون
- اليابان - ساتومي أوغاوا
- كوريا - تشوي جي هيون
- لبنان - كليمنس الأشقر
- ماليزيا - جانيت أوي
- مالطا - دوريان مسقط
- موريشيوس - ميكايلا لورتال
- المكسيك - سيلفيا سالغادو
- ناميبيا - فاندا كاتجيونجوا
- نيوزيلندا - كريستي ويلسون
- نيكاراغوا - ليليانا بيلارت سينتينو
- نيجيريا - أنجيلا أوكبوما
- جزر ماريانا الشمالية - شيريلين كابريرا
- بنما - يماني سعيد
- باراغواي - كارمن مورينيغو
- بيرو - فابيولا لازو
- الفلبين - ميريام ريديتو كويامباو
- بولندا - كاتارزينا باكوتا
- البرتغال - ماريسا فيريرا
- بورتوريكو - بريندا ليز لوبيز
- روسيا - الكسندرا بتروفا
- سنغافورة - شيريل ماري كورديرو
- سلوفاكيا - أنيتا كوكلوفا
- جنوب أفريقيا - سونيا راسيتي
- إسبانيا - ديانا نوغيرا
- سورينام - سيرافيجا نيكوب
- السويد - إيما هيلينا نيلسون
- سويسرا - سونيا جراندجين
- تايوان - وان في وانغ
- تايلاند  - أبيساماي سيرانغسان
- ترينيداد وتوباغو - نيكول سيمون داير
- تركيا - أوزنور دورسون
- جزر توركس وكايكوس - شانتيل ستابس
- أوكرانيا - زانا بيخوليا
- الأوروغواي - فيرونيكا غونزاليس
- الولايات المتحدة  - كيمبرلي بريسلر
- جزر العذراء الأمريكية - شيريس سميث
- فنزويلا - كارولينا إندرياغو
- يوغوسلافيا - آنا كاريتش
- زامبيا - إيسانجو كالوبا

## الروابط الخارجية
- موقع ملكة جمال الكون الرسمي